# Bremer BAMF-Affäre

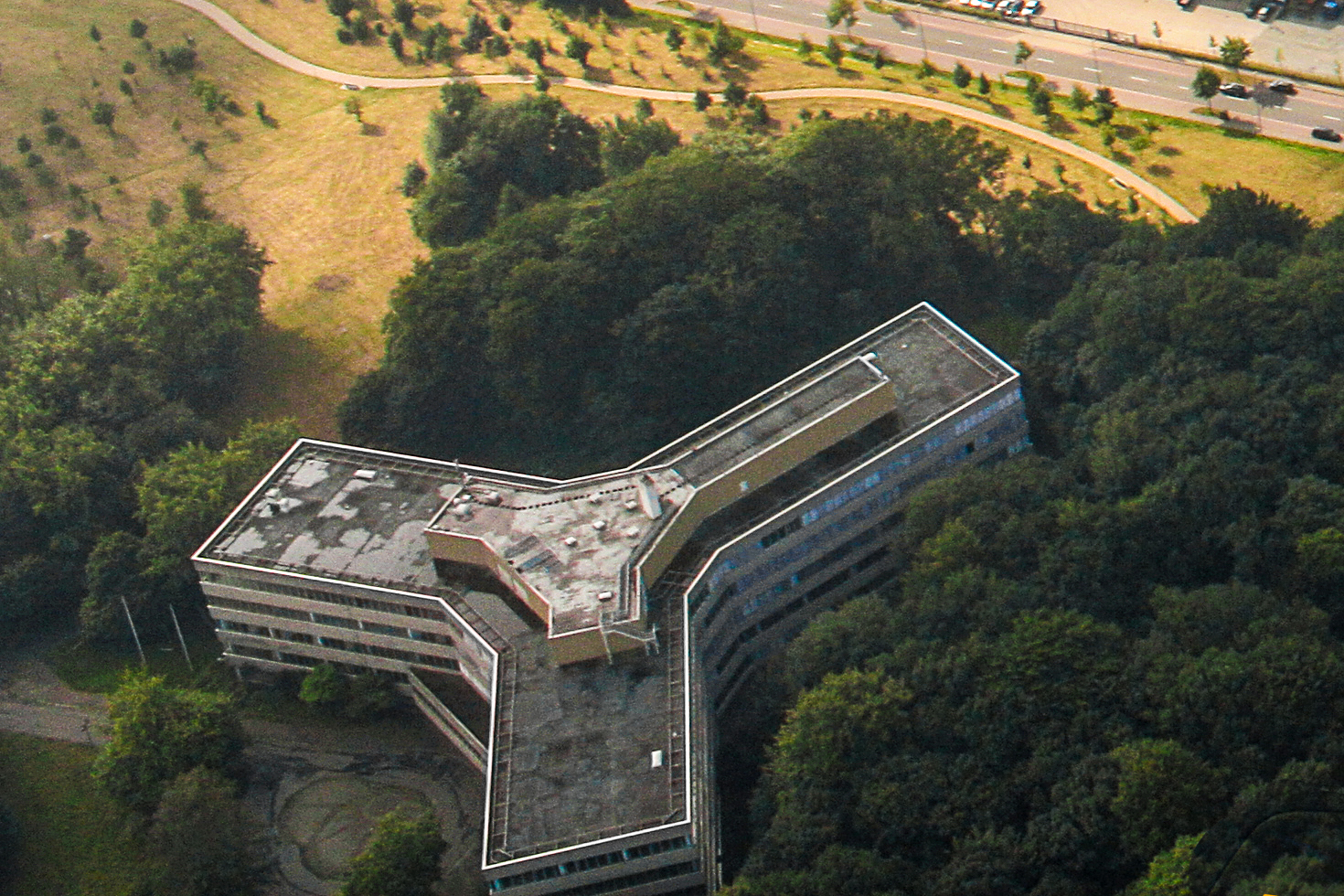
Ehemaliges Vulkan-Verwaltungsgebäude in Bremen-Vegesack; seit November 2016 „Ankunftszentrum für Flüchtlinge“ im Land Bremen und unter anderem Sitz der Bremer Außenstelle des BAMF

Als Bremer BAMF-Affäre werden die Vorgänge um vermeintliche Gesetzesverstöße in der Bremer Außenstelle des Bundesamts für Migration und Flüchtlinge (BAMF) bezeichnet. Dabei geht es um mögliche Straftaten im Zusammenhang mit Asylanträgen, die in der Außenstelle entschieden wurden.
Im Frühjahr 2018 gelangten die Vorgänge in den Blickpunkt der Öffentlichkeit. Nachdem zeitweise von mehr als 1.200 Betrugsfällen ausgegangen wurde, stellte sich nach ausführlichen Prüfungen heraus, dass die Mehrzahl der Bescheide korrekt ausgestellt worden war. Von 18.315 positiven Bescheiden wurden zunächst 165 Fälle und somit 0,9 % bemängelt. Bei 307 von 43.000 abgeschlossenen Prüfverfahren, darunter die rund 18.000 in Bremen, wurde der bereits anerkannte Schutzstatus wieder aberkannt. 99,3 % der ausgestellten Asylbescheide waren hingegen korrekt. Im April 2019 wurde die Zahl der Widerrufe und Rücknahmen nochmals auf nun 50 Fälle reduziert. Die Quote der widerrufenen Bescheide liegt damit unter dem Bundesdurchschnitt.
Ein 2019 gegen die ehemalige Leiterin der Bremer BAMF-Außenstelle und zwei Rechtsanwälte eröffnetes Strafverfahren wurde durch das Landgericht Bremen nur zu einem kleinen Teil zugelassen und bezog sich lediglich auf den Vorwurf der Vorteilsannahme. Bei der ehemaligen Leiterin wurden vom Gericht alle Anklagepunkte zu Verstößen gegen das Ausländerrecht fallen gelassen.
Die Verfahren wurden im April 2021 kurz nach Eröffnung der Hauptverhandlung gegen Auflagen eingestellt beziehungsweise mit einer Geldstrafe beendet.

## Bremer Außenstelle des BAMF
Personell wurde die Außenstelle des BAMF im Bundesland Freie Hansestadt Bremen bis Mitte 2017 etwa 23 Jahre lang geleitet durch Ulrike B., zuletzt Regierungsdirektorin. Nach ihrer disziplinarischen Ablösung wurde Josefa Schmid im Januar 2018 kommissarisch mit der Leitung beauftragt. Ihre Rückversetzung nach Bayern wurde am 9. Mai 2018 bekannt, am 23. Mai 2018 ordnete Bundesinnenminister Seehofer an, dass in der Bremer Außenstelle bis auf weiteres keine Asylverfahren mehr entschieden werden dürfen.
Räumlich befand sich die Außenstelle des BAMF im Land Bremen früher über Jahrzehnte in einem vormaligen Bürogebäude in Bremen-Habenhausen, Steinsetzer Straße 12. An diesem Standort war bereits im selben Gebäude auch die Zentrale Aufnahmestelle (ZASt) des Landes Bremen untergebracht.
Seit November 2016 befindet sich die Bremer Außenstelle des BAMF in Bremen-Nord, im ehemaligen Verwaltungsgebäude der früheren Großwerft Bremer Vulkan (1893–1997) in Bremen-Vegesack, Lindenstraße 110. Das Vulkan-Verwaltungsgebäude wurde 1975 erbaut, stand nach der Insolvenz der Werft 1997 zeitweise leer und wurde von November 2015 bis Oktober 2016 saniert und teilweise umgebaut. Das Gebäude hat eine Netto-Grundrissfläche von 18.900 Quadratmeter. Seit November 2016 dient es als „Ankunftszentrum für Flüchtlinge“ im Land Bremen und ist seitdem Sitz von folgenden Institutionen:
- Bremer Außenstelle des Bundesamts für Migration und Flüchtlinge (BAMF)
- Erstaufnahmeeinrichtung (EAE) des Landes Bremen
- Zentrale Aufnahmestelle (ZASt) des Landes Bremen
- Gesundheitsamt (Außenstelle des Bremer Gesundheitsamtes)

Am neuen Standort waren in der BAMF-Außenstelle zunächst 60 Mitarbeiter beschäftigt. Im Mai 2018 verfügte die Bremer Außenstelle des BAMF über rund 50 Mitarbeiter.

## Vorgeschichte
Über Ulrike B. waren bereits 2014 Beschwerden in Nürnberg eingegangen, weil sie unter anderem überraschend zwei zunächst abgelehnten Irakern zur Anerkennung als Flüchtlinge in Deutschland verholfen hatte. Im Sommer 2015 soll die Abteilungsleiterin der Spiegel-Berichterstattung zufolge an einem Sonntag über das Computersystem weitere 25 Iraker eingetragen haben, die auch in Österreich Asyl beantragt hatten, sodass sie in Deutschland bleiben konnten. Dabei handelte es sich in der Hauptsache um Jesiden, eine Gruppe, die aufgrund des laufenden Völkermords sehr gute Aussichten auf Anerkennung als Asylberechtigte hatte.
Nach Recherchen der Nürnberger Nachrichten und von Frontal 21 war der damalige BAMF-Leiter Frank-Jürgen Weise bereits im Sommer 2016 über die Situation in Bremen informiert worden. So sandte der niedersächsische Regionspräsident Hauke Jagau im Sommer 2016 eine Mail an Weise: Ein Abschiebeversuch sei durch die nicht zuständige Außenstelle in Bremen abgebrochen worden. Zwei Wochen später bekam Jagau eine Mail. Weise ließ darin einen Mitarbeiter den Eingang von Jagaus Schreibens bestätigen. Die Sachverhalte verlangten „tiefergehende Untersuchungen, die bereits eingeleitet wurden“. Wegen der „Bedeutung der Angelegenheit“ könne eine Untersuchung allerdings „etwas dauern“.
Auch Niedersachsens Innenminister Boris Pistorius habe, nachdem er im August/September 2016 von den Vorgängen erfahren hatte, einen Brief an das BAMF geschrieben, der aber unbeantwortet geblieben sei. Pistorius sprach zugleich von Kommunikationsproblemen sowohl beim BAMF als auch im Bundesinnenministerium. Hintergrund war ein Fall, bei der die Bremer Außenstelle einer Familie Asyl gewährt hatte, nachdem sie Niedersachsen hatte abschieben wollen.
Im Juni 2017 erreichte die Führungsebene des Bundesamts eine weitere Brandmail eines leitenden Beamten der Bremer Außenstelle. In dieser wies er auf Vorgänge mit „extremer Brisanz“ hin. Die E-Mail ging an Rudolf Knorr, Leiter operativer Bereich, Controlling und Statistik der Behörde. Die Behörde müsse dringend handeln, forderte der Bremer Beamte, Belege für das Treiben könnten bereits gelöscht worden sein. Obwohl auch bei der BAMF-Leitung Hinweise über B. eingingen, erstattete die vorgesetzte Behörde erst im November 2017 Strafanzeige.
Während der Bundeskanzlerin Angela Merkel die generelle Überforderung der Asyl-Behörde durch persönliche Gespräche mit dem Beauftragten für Flüchtlingsmanagement, Frank-Jürgen Weise, im März und Mai 2017 bekannt waren, hatten Bundesinnenministerium und das BAMF Bundesinnenminister Horst Seehofer wochenlang nicht über den Bremer Asylskandal informiert, obwohl sie interne Informationen darüber hatten. Die Präsidentin Jutta Cordt setzte ihren obersten Dienstherrn Seehofer offensichtlich nicht einmal während dessen Antrittsbesuchs beim BAMF am 6. April 2018 in Kenntnis. Denn Seehofer lobte das Bundesamt an diesem Tag ausdrücklich für seine „hervorragend geleistete Arbeit“.
Der Verantwortliche für das Bundesamt im Innenministerium, der Leiter der Abteilung für Migration, Flüchtlinge und Rückkehrpolitik, Ministerialdirektor Norbert S., will erst am 19. April 2018 von dem Bremer Vorgang Kenntnis am selben Tag wie der überraschte Seehofer erlangt haben. Der Bericht der Innenrevision des BAMF war dem Ministerium zwar bereits vor Wochen übermittelt worden. Allerdings ging er nicht an die Abteilung für Migration, sondern an die Zentralabteilung des Ministeriums.
In der BAMF-Außenstelle tauchte ein gefälschter Bescheid aus Bremen auf. Der stellvertretende Referatsleiter in Bremen verfasste im Oktober 2017 einen internen Bericht und sprach von einer „so perfekten Fälschung“, dass er fürchte, dass „der Täter aus den Reihen des BAMF“ stamme. Eine Strafanzeige wurde gestellt.
Josefa Schmid, seit Januar 2018 Leiterin der Außenstelle, schickte im April 2018 einen Bericht ans Bundesinnenministerium, in dem sie von mindestens 3332 unzulässigerweise in Bremen bearbeiteten Asylanträgen schrieb. Schmid gab der BAMF-Zentrale eine Mitverantwortung für die nach ihrer Darstellung mutmaßlich illegalen Machenschaften ihrer Vorgängerin B. und weiterer Personen. Sie äußerte den Verdacht, dass die Zentrale in den Fall verwickelt sein könnte, da über Jahre die Leitung des BAMF nicht auf Hinweise von Mitarbeitern reagierte.
Am 8. Mai 2018 wurde Schmid in die Außenstelle Deggendorf zurückversetzt. Da der Personalrat nicht beteiligt wurde, war die Versetzung formal rechtswidrig. Jedoch scheiterte Schmid am 9. Mai mit dem Antrag, die Versetzung durch das Verwaltungsgericht Bremen einstweilen untersagen zu lassen, weil ihr keine schweren und unzumutbaren Nachteile drohten. Sie legte beim Oberverwaltungsgericht Bremen Beschwerde ein. BAMF-Insider sprachen von einer Strafversetzung wegen allzu deutlicher und kritischer Worte gegen die Leitung des BAMF. Am 27. Juni entschied das Bremer Oberverwaltungsgericht, dass die Versetzung weder auf sachwidrigen Gründen noch auf einer unzureichenden Abwägung der Belange Schmids beruhe.

## Beschuldigte
Die Bremer Staatsanwaltschaft warf „der ehemaligen Leiterin der Bremer BAMF-Dienststelle vor, zusammen mit den auf Asylrecht spezialisierten Anwälten, einem Dolmetscher und einem weiteren Beschuldigten bandenmäßig Asylantragsteller nach Bremen gelotst und dort mit zu Unrecht erteilten Bleibegenehmigungen ausgestattet zu haben.“
Die 2017 suspendierte Oberregierungsrätin B. soll nach Darstellung der Staatsanwälte in rund 2000 Fällen von 2013 bis 2017 aussichtslose Asylverfahren an sich gezogen und zu einem für die Antragsteller positiven Abschluss gebracht haben. Sie wird durch den Rechtsanwalt Johannes Eisenberg vertreten.
Als beschuldigte Anwälte wurden Holger Sch. aus Bremen (55), dem die Staatsanwälte fälschlich eine Liebesbeziehung mit B. unterstellten, womit sie nach einer Entscheidung des Bremer Verwaltungsgerichts aus 2019 „unzulässig in die Privatsphäre“ eingriffen, der Jeside Irfan C. (39) aus Hildesheim und Cahit T. (41) aus Oldenburg genannt.

## Untersuchungen

### Innenrevision des BAMF
Nach Bekanntwerden der Vorfälle wurde eine Innenrevision des BAMF eingeleitet. Die Ergebnisse des Abschlussberichtes wurden im August 2018 bekannt und zeigten, dass der Skandal deutlich kleiner ist, als zunächst angenommen. Von 18.315 positiven Bescheiden wurden letztlich 165 Fälle und somit 0,9 % bemängelt.
Zuvor hatte ein Bericht der Innenrevision des BAMF vom 11. Mai 2018 geltend gemacht, dass die Bremer Außenstelle von 1371 untersuchten Asylverfahren aus den Jahren 2013 bis 2017 lediglich für 142 Fälle zuständig gewesen wäre. Auch sei es bei diesen Verfahren zu „schwerwiegenden Fehlern“ gekommen. In 54 Prozent der Bremer Entscheidungen habe kein zulässiger Antrag vorgelegen. Vorschriftswidrig sei bei rund 40 Prozent der Fälle die Identität der Asylbewerber nicht geklärt worden. Viele Verfahren seien „formell und materiell als fehlerhaft zu bewerten“. Man habe massiv gegen geltendes Recht, sicherheitsrechtliche Vorgaben und innerbetriebliche Anweisungen verstoßen und ohne ausreichende Grundlage Asyl gewährt. So habe die frühere Behördenleiterin „Akten aus diversen Ablagen geholt“, um die Anträge „im Sinne der beteiligten Rechtsanwälte zu bescheiden“. Insbesondere bei syrischen und irakischen Antragstellern sei die Identität nicht geprüft worden, obwohl es Hinweise gegeben habe, dass es sich um türkische Staatsangehörige beziehungsweise um „auffällig gewordene Clan-Mitglieder“ gehandelt habe.
Kurz darauf mussten aber wesentliche Teile des Revisionsberichts zu Gunsten der Außenstelle Bremen korrigiert werden: Das BAMF räumte ein, die Bremer Außenstelle sei „zeitweise für Antragstellende aus anderen Zuständigkeitsbereichen zuständig“ gewesen. Nach einer Weisung der BAMF-Zentrale im Dezember 2014 sollten BAMF-Außenstellen die Landesaufnahmebehörde Niedersachsen entlasten. Dies sei der internen Revision „zum Zeitpunkt der Prüfung nicht bekannt“ gewesen. Deutlich nach unten korrigiert wurde auch die Zahl und Art der Auffälligkeiten: In 975 der 1336 Fälle habe man lediglich „formelle Fehler“ gefunden, zweifle aber nicht das Ergebnis der Entscheidungen an. In 578 Fällen von 1336 untersuchten Bescheiden sei der Bescheid seinerzeit rechtmäßig gewesen, wegen inzwischen erfolgter Änderung der Sach- oder Rechtslage sei aber ein Widerruf geboten.
Falsch war demnach auch die Angabe im Bericht der Innenrevision, weitere Mitarbeiter sowie der stellvertretende Referatsleiter würden von der Staatsanwaltschaft Bremen als „Beschuldigte“ eingestuft. Die Staatsanwaltschaft korrigierte, bislang werde lediglich die ehemalige Amtsleiterin beschuldigt.

### Prüfung des Bundesamtes für Verfassungsschutz
Bei einer Prüfung des Bundesamtes für Verfassungsschutz stellte sich heraus, dass von der Außenstelle Bremen seit dem Jahr 2000 von insgesamt 18.000 positiven Asylbescheiden mindestens 115 nachrichtendienstlich relevanten Personen Asylstatus gewährt worden ist. Diese Personen werden nachrichtendienstlich überwacht. Eine von ihnen wird derzeit als Gefährder eingestuft, und eine weitere Person gehört zum islamistischen Spektrum. Die genauen Gründe der Überwachung der anderen Personen sind nicht im Einzelnen bekannt. Es ist möglich, dass einige der Personen nicht selbst des Extremismus verdächtigt werden, sondern mit verdächtigen Personen in Kontakt stehen. Es ist weiterhin nicht bekannt, in wie vielen der Fälle die Überwachung oder der Grund der Überwachung zur Zeit des Asylbescheides bereits bestand.

### Untersuchungen durch die Staatsanwaltschaft Bremen
Die Staatsanwaltschaft ermittelte gegen die frühere Leiterin der Bremer Außenstelle des Bundesamts, Ulrike B., ihren Stellvertreter, fünf weitere Mitarbeiter der Außenstelle, drei Rechtsanwälte, einen Dolmetscher und einen „Vermittler“.
Das Smartphone von B. wurde abgehört.
Am 20. April 2018 durchsuchten Ermittler die Privatwohnung von Ulrike B. wegen des Verdachts auf Bestechlichkeit und bandenmäßige Verleitung zur missbräuchlichen Asylantragsstellung in rund 2000 Fällen von 2013 bis 2017, da sie aussichtslose Asylverfahren an sich gezogen und zu einem für die Antragsteller positiven Abschluss gebracht haben soll.
2020 nahm die Staatsanwaltschaft Bremen wegen Vorwürfen eines anonymen Hinweisgebers, laut dem die größte Bremer Ermittlungsgruppe der Polizeigeschichte im BAMF-Verfahren  („EG-Antrag“) systematisch entlastende Unterlagen unterschlagen und die Ermittlungen so durch Urkundenunterdrückung verfälscht hätte, Ermittlungen gegen sich selbst auf.

### Bundespolizei
Ende Mai 2018 nahm die Bundespolizei in der Asylaffäre Ermittlungen im Rahmen einer gemeinsamen Ermittlungsgruppe auf, der auch die Zentrale Antikorruptionsstelle (ZAKS) und das Landeskriminalamt Bremen angehören.

### Überprüfung von weiteren Außenstellen
In Folge zog die Affäre um unrechtmäßige Aufenthaltsbescheide für Flüchtlinge weitere Kreise. Nach der Bremer Außenstelle des BAMF sollen nun Entscheidungen von zehn weiteren Außenstellen der Behörde durchleuchtet werden. Es sind dies Bonn, Dortmund, die inzwischen aufgelöste Stelle in Bad Berleburg, Diez, Bingen, Schweinfurt, Rendsburg, Zirndorf, Neustadt (Hessen) und Eisenhüttenstadt.
Auffällig war bei den zu untersuchenden Standorten die vom Bundesschnitt abweichende sogenannte Schutzquote, die über dem Durchschnitt, der sogenannten Referenzschutzquote, lag.

### Sondersitzungen des Innenausschusses des Bundestags
In der ersten Sondersitzung des Innenausschusses des Bundestages am 29. Mai 2018 wurden BM des Innern, für Bau und Heimat Horst Seehofer und die derzeitige BAMF-Leiterin Jutta Cordt zu den Vorgängen in Bremen befragt. In einer zweiten Sondersitzung des Innenausschusses am 8. Juni 2018 wurden der Vorsitzende des Gesamtpersonalrats des BAMF, Rudolf Scheinost, Jutta Cordt und ihre beiden Vorgänger Frank-Jürgen Weise sowie Manfred Schmidt gehört. Aus den nichtöffentlichen Sitzungen drangen nur spärliche, dennoch sehr kennzeichnende Informationen an die Öffentlichkeit.
Während etwa Frank-Jürgen Weise durchgängig an seiner Version eines kriminellen Einzelfalls festhielt, soll Rudolf Scheinost der Bild-Zeitung zufolge vor dem Ausschuss erklärt haben, die Zustände in der Bremer Außenstelle hätten innerhalb des BAMF keineswegs einen Einzelfall dargestellt: „Bremen ist in jeder Außenstelle“. Scheinost unterstrich die „strukturellen Mängel“ beim BAMF und legte dar, wie überfordert die Behörde durch den überhasteten Ausbau bei gleichzeitig unrealistischen Vorgaben für die beschleunigte Bearbeitung von Asylanträgen in der Hochphase der Flüchtlingskrise 2015/16 gewesen sei. Weise hielt die BAMF-Entscheider laut Scheinost dazu an, „Schnelligkeit über Sorgfalt und Qualität“ zu stellen.
Für die Mitarbeiter seien Zustände wie in Bremen eher der Normalfall, und es gebe in anderen Außenstellen des BAMF genau solche Entscheidungen und Nicht-Entscheidungen wie in der umstrittenen Bremer Dienststelle.
In der dritten – wieder nicht öffentlichen – Sondersitzung des Innenausschusses am 15. Juni 2018 wurden die ehemaligen Bundesinnenminister Hans-Peter Friedrich (CSU), Thomas de Maizière (CDU) und der frühere Kanzleramtsminister und Flüchtlingskoordinator Peter Altmaier (CDU) gehört.
In die Amtszeit de Maizières (2013 bis 2018) fiel die Zeit der drastisch steigenden Flüchtlingszahlen.
Maizière erklärte, er sei mit den Missständen bei der Bremer Außenstelle des BAMF nicht befasst gewesen. „Selbstverständlich trage ich als Innenminister für alle Vorgänge, die während meiner Amtszeit in meinem Geschäftsbereich stattgefunden haben, die volle politische Verantwortung.“ Und:
„Alle wussten, wie schwer das ist beim BAMF, und alle wollten schnelle, schnelle, schnelle Entscheidungen. Dass das Probleme macht, war auch damals allen klar. Das sollte heute nicht vergessen werden.“
Hans-Peter Friedrich (CSU), Innenminister von 2011 bis 2013, erwiderte auf Kritik hinsichtlich personeller und struktureller Mängel, mangelnder Vorbereitung auf die große Anzahl an zu bearbeitenden Fällen des BAMF schon im Vorfeld der Flüchtlingsflut 2015/16:
„Es war 2013 und während meiner Amtszeit völlig außerhalb jeder Vorstellungskraft, dass es tatsächlich einmal eine Bundesregierung geben könnte, die unter Rückweisung von Dublin-Abkommen und Ausserachtlassung aller deutschen und europäischen Gesetze das Land mit hunderttausenden von Flüchtlingen fluten würde. Und das war 2013 am Ende meiner Amtszeit nicht absehbar.“
„Es war damals nicht absehbar, dass 2015 tatsächlich eine solche politische Fehlleistung mit so verheerenden Auswirkungen getroffen würde … Und die Folgen sind heute noch spürbar. Wir leiden immer noch darunter.“

### Ermittlungen
Anfang Juni 2018 wurden die Ermittlungen der Polizei auch auf Flüchtlinge ausgeweitet. Vom Landeskriminalamt Bremen soll eine etwa fünfzig Beamte umfassende Ermittlungsgruppe (EG) „Antrag“ aufgebaut werden, der auch Bundespolizisten angehören sollen.
Die Gruppe sollte nicht allein gegen die frühere Leiterin der BAMF-Außenstelle Bremen, mehrere andere Mitarbeiter, Anwälte und Dolmetscher ermitteln, sondern auch gegen Flüchtlinge. Es ging um strafrechtlich relevante Fälle, in denen die Antragsteller falsche Angaben zu ihren Personalien gemacht haben, Zweifel an deren Richtigkeit bestehen oder gefälschte Papiere vorgelegt worden sind.
Laut dem oben erwähnten Bericht der Innenrevision des BAMF ist in 553 von 1371 untersuchten Bremer Fällen die Staats- und Volkszugehörigkeit der Asylbewerber nicht geklärt worden, in 439 Fällen sind Fingerabdrücke gar nicht oder erst verspätet abgenommen worden.
Anstehende Ermittlungsverfahren sollten an die Bundesländer abgegeben werden, in denen die jeweiligen Flüchtlinge wohnen.

## Reaktionen

### Reaktion des Bundesinnenministers
Am 23. Mai 2018 verbot Bundesinnenminister Horst Seehofer der Bremer Außenstelle, Asylentscheidungen zu treffen. Das Verbot gilt bis zum vollständigen Abschluss des Ermittlungsverfahrens und der laufenden Überprüfungen.
Am 29. Mai 2018 entschuldigte sich Bundesinnenminister Horst Seehofer „namens der Bundesregierung“ bei der Bevölkerung für die Vorgänge beim BAMF in Bremen. Es handele sich um einen „handfesten, schlimmen Skandal“, sagte Seehofer nach über fünfstündigen Beratungen des Bundestags-Innenausschusses. Sein Staatssekretär Stephan Mayer (CSU) behauptete in einer Talkshow, dass einzelne BAMF-Mitarbeiter „hochkriminell und bandenmäßig“ gehandelt hätten, woraufhin ihm das Bremer Verwaltungsgericht eine Wiederholung dieser Aussage verbot.
Am 15. Juni 2018 entließ der Bundesinnenminister Horst Seehofer Präsidentin Cordt aufgrund der BAMF-Affäre aus ihrem Amt.

### Weitere Reaktionen
Nachdem der Abschlussbericht der Innenrevision des BAMF deutlich weniger Verstöße feststellte, als zunächst angenommen, sprach der Pro-Asyl-Geschäftsführer Günter Burkhardt von einer katastrophalen öffentlichen Wirkung: „Es ist der Eindruck erweckt worden, Menschen aus Kriegs- und Krisengebieten hätten zu Unrecht Schutz bekommen. Diese Vorurteile hat auch der zuständige Bundesinnenminister durch sein Handeln bestärkt.“
Christian Lindner, Bundestagsfraktion FDP, erklärte Anfang Juni 2018 gegenüber der Bild: „Die Summe der Ungereimtheiten macht einen parlamentarischen Untersuchungsausschuss immer nötiger.“ Die Fraktion reichte einen entsprechenden Antrag ein. Die Meinung artikulierte auch Otto Schily (SPD); Sigmar Gabriel (SPD) sprach sich dagegen aus.
Zum Höhepunkt der Berichterstattung Anfang Juni 2018 befürworteten laut einer Umfrage des ZDF-Politbarometers 64 Prozent der Deutschen die Einrichtung eines Untersuchungsausschusses zur Aufklärung der Vorgänge.
Die taz schrieb im Mai 2018 über die Affäre: „Ulrike B. verdient Auszeichnungen“.

## Kritik an der Medienberichterstattung
Schon kurz nach der Aufdeckung von Ungereimtheiten in den Vorwürfen wurde Kritik am Verhalten der Medien in der Berichterstattung geübt. Einflussreich war der Rechtswissenschaftler Henning Ernst Müller, der seit Juni 2018 in einem ständig aktualisierten Beitrag im Online-Bereich des C.H.Beck-Verlags die Journalisten von Süddeutscher Zeitung, NDR und Radio Bremen scharf kritisierte. Er warf ihnen vor, „erst Rufmord“ begangen und „dann recherchiert“ zu haben, weil sie sich auf ein Papier der Ermittlungsorgane berufen hätten, ohne die Stichhaltigkeit der Vorwürfe selbst geprüft zu haben. Weitere Vorwürfe kamen von Lorenz Matzat, der kritisierte, Medien bräuchten eine bessere Fehlerkultur, oder Benno Schirrmeister, der eine ungebührliche Zusammenarbeit zwischen Staatsanwaltschaft und dem Medienverbund thematisierte und insbesondere rügte, dass die Medien sich zu sehr auf Josefa Schmid verlassen hätten, ohne deren Eigeninteressen und mangelnde Sachkenntnisse zu prüfen.
Seit Mitte 2018 wurde daher diskutiert, ob es sich gar nicht um einen Politik-, sondern um einen Medienskandal gehandelt habe, weil die ursprüngliche Verdachtsberichtserstattung von NDR und Süddeutscher Zeitung auf ungenügende Belege gestützt gewesen sei und von anderen Medien ohne Distanzierung übernommen worden sei.
Die Kritik machte sich an der journalistischen Form der Verdachtsberichterstattung fest, insbesondere wenn sie sich auf eine „privilegierte Quelle“ stützt, als die Aussagen von Behörden angenommen werden und die keiner Überprüfung durch eigene Recherche bedürfen würden. Müller stellte schon in seinem ersten Beitrag fest, „Journalisten [müssten] wissen, was ihre Berichte über ein Ermittlungsverfahren anrichten können. Umso besser und fundierter muss die Recherche sein“, und stellte entsetzt fest, dass die Erstberichterstattung auf Prüfungen verzichtet hatte.
Die Verantwortliche beim Rechercheverbund, Christine Adelhardt, stellte hingegen fest: „Wir haben so gut wir konnten in beide Richtungen recherchiert. Was daraus politisch gemacht wird, dafür können wir nichts.“ Die Medienredaktion der tageszeitung berichtete, dass Betroffene erfolgreich juristisch gegen Medienberichterstattung vorgegangen sind. So hatte Rechtsanwalt Johannes Eisenberg für die ehemalige Leiterin der BAMF-Außenstelle erreicht, dass Zeit online einen Beitrag löschen musste, in dem die Staatsanwaltschaft Bremen die Beschuldigte unzulässig vorverurteilte. Auch der Spiegel durfte einen Beitrag nicht mehr ohne Überarbeitung verbreiten.
Die Mehrzahl der beteiligten Journalisten beharrte auch nach der Einstellung des Verfahrens darauf, die Grundsätze der Verdachtsberichterstattung korrekt angewandt zu haben. Anders der Leiter der Rechercheabteilung bei Radio Bremen Jochen Grabler:

„Zuweilen ist der Eindruck entstanden, als würde als Tatsache hingestellt, was doch noch gar nicht gerichtlich überprüft war. Und das lediglich auf der Basis eines kaum verfizierbaren Papiers. Mit dieser Erkenntnis im Hinterkopf sollten sich alle beteiligten Kolleg*innen nochmal die eigene Berichterstattung angucken. Da bin ich ganz bei den Kritiker*innen.“

Der Kulturwissenschaftler Werner Schiffauer wertete den Fall als Beispiel für eine gewisse Eigendynamik, in der Medien, aus Furcht davor, als verharmlosend und blauäugig darzustellen, Phänomene dramatisieren und überspitzen. Mit Bezug auf die angebliche BAMF-Affäre sprach Schiffauer von einer „strukturellen Hysterie“: So könne auch eine plurale Presselandschaft ohne Zensur und äußeren Zwang in einen gleichförmigen Dramatisierungszyklus geraten, in dem alle dasselbe schreiben und kaum jemand sich traut, die Vorgänge zu relativieren.

## Strafverfahren
Am 19. September 2019 gab die Staatsanwaltschaft Bremen bekannt, dass sie gegen Ulrike B. sowie die beiden Anwälte Irfan C. und Cahir T. Anklage beim Landgericht erhoben habe. Den dreien wurden insgesamt 121 Straftaten vorgeworfen. Nach Darstellung der Staatsanwaltschaft standen über einen Zeitraum von fast vier Jahren hinweg begangene Verstöße gegen das Asyl- und Aufenthaltsrecht, Vorteilsannahme und -gewährung sowie Urkundenfälschung und der Bruch von Dienstgeheimnissen im Raum. Alle drei Angeschuldigten bestreiten die Vorwürfe. Gleichzeitig hat die Bremer Staatsanwaltschaft beim Landgericht ein vorläufiges Berufsverbot gegen die beiden angeklagten Rechtsanwälte beantragt. Ihnen werde eine „Vielzahl von Aufenthalts-, Asyl- und Urkundendelikten“ vorgeworfen.
Im Januar 2020 wurde die zuständige Kammer des Landgerichts Bremen vom Eingang neuer Fälle freigestellt, um im Zwischenverfahren über eine Zulassung der Anklage zu entscheiden. Sie rechnet bis zum Sommer mit einer Entscheidung hierüber.
Die Kammer ließ im November 2020 nur noch einen kleinen Teil der ursprünglich angeklagten Vorwürfe zu. Von 121 Vorwürfen blieben nur 22 übrig. Der ehemaligen Amtsleiterin werden 14 Fälle zur Last gelegt, die sich nur noch auf Nebendelikte wie die Verletzung von Dienstgeheimnissen oder die Beseitigung von Beweismitteln beziehen. Anklagepunkte gegen die Amtsleiterin, die sich auf Asyl- oder Ausländerrecht beziehen, wurden nicht angenommen. Einem der ursprünglich zwei angeklagten Rechtsanwälte werden 8 Fälle zur Last gelegt. Gegen den zweiten Rechtsanwalt wird kein Verfahren eröffnet.
Im April 2021 wurde das Verfahren gegen die ehemalige Amtsleiterin am zweiten Verhandlungstag nach § 153a StPO gegen eine Geldauflage eingestellt, in der Folge wurde der mitangeklagte Rechtsanwalt wegen zwei Fällen der Vorteilsgewährung zu einer Geldstrafe verurteilt. Stattdessen ermittelt jetzt die Generalstaatsanwaltschaft gegen vier Staatsanwälte aus dem Verfahren: Ihnen wird zur Last gelegt, sie hätten mit den Presseinformationen im Jahr 2019 die ehemalige Behördenleiterin vorverurteilt und dabei ihre Privatgeheimnisse verletzt. Der Weser-Kurier fasste zusammen: „Aufklärung tut not, jetzt aber mehr bei der Frage, wie und von wem der angebliche Skandal angezettelt wurde.“